# Vinaphone
Vinaphone – wietnamski operator telefonii komórkowej z siedzibą w Hanoi. Powstał w 1996 roku.
Operator ma 4 mln abonentów i jest jednym z głównych dostawców telefonii komórkowej w kraju.